# علاء عبد الهادي
علاء عبد الهادي (17 نوفمبر 1956 -) شاعر من جيل السبعينات، وناقد أكاديمي، ومفكّر مصري. وهو حاليا رئيس اتحاد كتاب مصر.

## عمله الأكاديمي
يحمل شهادة دكتوراه الفلسفة في النقد الأدبي، تخصص أدب مقارن، من أكاديمية العلوم المجرية، عن رسالته في الأدب المقارن الموسومة«تجليات الأداء والعرض في التراث العربي القديم ونظرية النوع».
شارك في مناقشة عدد من رسائل الماجستير والدكتوراه في النقد الأدبي وفي الأدب المقارن. كما شارك في تحكيم أبحاث الترقية العلمية في النقدين الأدبي والمسرحي، وفي الأدب المقارن.

## أشعاره
1. لكِ صِفةُ الينابيعِ يكشفكِ العطش، دار الواحة، «ط1»، 1987، القاهرة: الهيئة المصرية العامة للكتاب، «ط2». 2005، وقد ضم هذا العمل مجموعة من قصائده المنشورة في حقبة السبعينيات.[2]
2. حليبُ الرمادِ، القاهرة: دار صاعد. 1994.[3]
3. من حديثِ الدائرة، دراما شعرية نثرية، دار صاعد. 1994.[4]
4. أسفارٌ من نبوءةِ الموتِ المخبّأ، القاهرة: الهيئة العامة لقصور الثقافة. 1996.
5. سيرةُ الماء، القاهرة: مركز الحضارة العربية. 1998.
6. الرَّغام، مركز الحضارة العربية. 2000.
7. معجم الغين، الهيئة المصرية العامة للكتاب، «ط1»، 2002، الهيئة المصرية العامة للكتاب: مكتبة الاسرة، «ط2». 2007.
8. النشيدة، الهيئة العامة لقصور الثقافة «ط1»، 2003، الهيئة المصرية العامة للكتاب: مكتبة الاسرة، «ط2». 2005.[5]
9. شَجِن، مركز الحضارة العربية، «ط1»، 2003، مركز الحضارة العربية، «ط2». 2004.
10. مهمل تستدلونَ عليهِ بظلّ، الهيئة العامة لقصور الثقافة،2007، الهيئة المصرية العامة للكتاب: مكتبة الاسرة، «ط2». 2009.[6]
11. إيكاروس أو في تدبير العتمة (يوميات من ثورة يناير- حكايات شعرية)- [2014].[7]

تُرجمت بعض أعماله إلى الإنجليزية، والفرنسية، والإسبانية، والمجرية، والسواحلية، والألمانية، والإيطالية، والتشيكية، واليابانية، والرومانية، وغيرها. وتُرجم ديوانه «سيرةُ الماء» إلى الإنجليزية. وديوانه «معجم الغين» إلى الفرنسية والإنجليزية. ودُرّست أعماله في عدد من الجامعات المصرية والعربية للسنوات الدراسية 1996/ 2018. ونوقِشَتْ أعمالُه في عدد من رسائل الماجستير والدكتوراه. وكُتبت عنه العديد من الدراسات النقدية من نقّاد مصريين وعرب.

## كتب حول الشاعر منفردًا
1. اللغة والشكل: الكتابة التجريبية في الشعر العربي المعاصر، علاء عبد الهادي نموذجًا، للشاعر د. أمجد ريان. مركز الحضارة العربية. 1999.[8]
2. شعر الاختلاف: كتابة الأعماق في تجربة علاء عبد الهادي الشعرية للناقد التونسي أ. د. مصطفى الكيلاني، مركز الحضارة العربية، 2005.[9]
3. نحـو تحليل أدبي ثقافي: تجربة نقدية في ديوان الرغام لعلاء عبد الهادي للناقد أ. د. جميل عبد المجيد، دار غريب، 2008.[10]
4. السرد الشعري، وشعرية ما بعد الحداثة: قراءة في «مهمل» علاء عبد الهادي، أ. د. عبد الرحمن عبد السلام. 2008. مركز الحضارة العربية. 2009.[11]
5. منهجية التلقي في النقد الأدبي: علاء عبد الهادي نموذجًا، د. ناهد محمد أحمد علي- رسالة دكتوراه- جامعة حلوان- 2012.[12]
6. مفهومات الحداثة وما بعد الحداثة في النوع الأدبي مع الإحالة إلى أعمال إي. إي. كمنجز، وعلاء عبد الهادي. رسالة ماجستير، قسم الأدب الإنجليزي. جامعة المنيا. 2013.
7. الإرجاء والاختلاف في بنية الصوت الشعري في أعمال علاء عبد الهادي: مقاربة تفكيكية. د. محمد سمير عبد السلام. 2015.
8. كما تناول تجربته الشعرية –مع آخرين- عددٌ من رسائل الماجستير والدكتوراه، في مصر وعدد من الدول العربية، بالعربية والإنجليزية والفرنسية. وترجم عدد من أشعاره إلى اللغات الإنجليزية، والفرنسية، والرومانية، والإيطالية، والألمانية، والمجرية، والتشيكية، والروسية، والهوسا، والسويحلية، والصينية، والأسبانية.

## الأعمال النقدية والفكرية
1. بلاغة اللاوعي الإبداعي، الشعر نموذجًا
2. الشعرية المسرحية المعاصرة، حول اتجاهات ما بعد الحداثة في العرض المسرحي
3. تجليات الأداء في التراث المسرحي العربي قبل عام 1847م. «بالإنجليزية»
4. النوع النووي، نحو مدخل توحيدي إلى حقل الشعريات المقارنة«تُرجم إلى الفرنسية»
5. قصيدة النثر والتفات النوع
6. الشعر والأنتروبيا، دراسة في الفوضى وعمل المصادفة
7. التطهير المسرحي بين النظرية والأثر، قراءة في شعرية بريخت المسرحية
8. قراءات في السرد النسوي
9. العولمة والهوية: صناعات الهوية ونقض فكرة الأصل،
10. ثلاث دراسات ميتا- نقدية.. وغيرها. وتُرجمَ كتابه النقدي (النوع النووي نحو مدخل توحيدي إلى حقل الشعريات المقارنة) إلى الفرنسية.

## أعمال حررها أو شارك في تحريرها
1. أعمال مؤتمر النقد الدولي الثالث حول النقد الثقافي مع د. عز الدين إسماعيل وآخرين «ثلاثة مجلدات» 2006.
2. أعمال مؤتمر النقد الدولي الرابع: المجلد الأول (مفهومات بلاغية)& المجلد الثاني (البلاغة التطبيقية: دراسة النص الأدبي من منظور بلاغي)& المجلد الثالث (البلاغة في الخطابات المختلفة)، دار العلم والإيمان 2010.
3. أعمال مؤتمر النقد الدولي الخامس؛ التأويلية والنظرية النقدية المعاصرة [2015].
4. أعمال مؤتمر الأدب المقارن الثالث (صورة مصر في الأدب العالمي) [2015].
5. أعمال بحثية محكمة بالعربية والإنجليزية:

## أبحاث علمية باللغتين العربية والإنجليزية
1. «بلاغة الصمت وشعرية المكان، قراءة في أعمال هارولد بنتر الدرامية»
2. "التعازي الشيعية من منظور الشعريات المقارنة "قراءة سيميائية"
3. «خبرات الجسد الحميمة في الكتابة الأدبية»
4. «الأشكال التقليدية الكوميدية في التراث العربي وتأثيرها على المسرح التجاري في مصر في السبعينيات»، «بالإنجليزية»
5. «البلاغة والشعرية المسرحية; البلاغة المسرحية من منظور نظرية النوع النووي»
6. «المسرح والعقيدة، بحث في فنية الطقس»، «بالإنجليزية»
7. «مدخل إلى بلاغة الفن التشكيلي»
8. «الترجمة وسؤال التكامل العربي»
9. «عولمة الثقافي والتنازع المفهومي بين مصطلحي الثقافة والحضارة»
10. «الأمن الثقافي العربي: أسئلة وتأملات نظرية»
11. المعنى بصفته مشيرا إلى النوع: قراءة في قصيدة الهايكو اليابانية
12. بريخت وتأثيره على المسرح المصري في الستينيات
13. قراءة ميتا نقدية في كتاب المساحة الفارغة لبيتر بروك
14. شعرية العرض المسرحي: في سياسات ما بعد الحداثة في العرض... وغيرها. وله ما يزيد على مئتي مقالة صحفية في صحف الأهرام، والشرق الأوسط، والحياة، والخليج، ودوريات فصول، وعالم الفكر، وأدب ونقد، ومقارنات، وشئون عربية وغيرها.

## ترجمات أدبية ونقدية من الإنجليزية والمجرية
1. الشعر المجري المعاصر، شعراء السبعينيات
2. مشكلات المعرفة والحرية. «نوم تشومسكي»
3. الدراما بوصفها نوعًا وأنماطها. «بيتشي تاماش».

## الجوائز العربية والدولية
- فاز عام "1998/ 1999" بالجائزة الدولية للشاعر المجري الكبير «فوشت ميلان» “Füst Milán” من أكاديمية العلوم المجرية.
- قلدّ في عام 2008، قلادة مهرجان العنقاء الدولي في دورته الثانية "2008-2012", العراق.
- فاز في عام 2009, بجائزة «أبو القاسم الشابي»[بحاجة لمصدر] الشعرية في مئويته، بتونس.[13]
- فاز في عام 2022 بوسام الثقافة والعلوم والفنون الفلسطيني.[1]

## الجمعيات العربية والدولية
- الأمين العام للاتحاد العام للأدباء والكتاب العرب (2019).[14]
- رئيس النقابة العامة لاتحاد كناب مصر.[بحاجة لمصدر] (2015-)[15][16]
- رئيس الجمعية المصرية للأدب المقارن.[17]
- رئيس الجمعية المصرية لدراسات النوع والشعريات المقارنة، ومؤسسها.[18]
- عضو المجلس الأعلى للصحافة 2015- 2017.
- عضو الهيئة العليا للمجلس الأعلى للثقافة.[19]
- عضو مجلس كلية دار العلوم- الفيوم.
- عضو لجنة الخمسين لصياغة الدستور.
- عضو لجنة الخمسين لصياغة التشريعات الصحفية والإعلامية.
- عضو مجلس إدارة اتحاد النقابات المهنية، والمتحدث الرسمي باسمها.
- عضو لجنة الدراسات الأدبية في المجلس الأعلى للثقافة: 2015- ..2020
- عضو لجنة الشعر بالمجلس الأعلى للثقافة 2020.
- عضو مجلس إدارة الجمعية المصرية للنقد الأدبي، ورئيسها السابق من 2009- 2010.
- عضو مجلس إدارة نادي القلم الدولي، الفرع المصري.
- عضو لجان تحكيم جائزة الدولة التشجيعية، وجائزة الدولة للتفوق، وجائزة الدولة للنيل.
- عضو لجنة تحكيم جائزة القدس التي يمنحها اتحاد الكتاب العرب.
- عضو لجنة تحكيم جائزة الشاعراليوناني كفافيس.
- عضو اللجنة التنفيذية لمعرض القاهرة الدولي للكتاب 2016.
- عضو اللجنة العليا لمعرض القاهرة الدولي للكتاب 2018- 2019، 2019- 2020.
- شارك في العديد من لجان التحكيم المصرية والعربية في الشعر والرواية والدراما والمسرح.
- عضو عدد من الجمعيات النقدية والأدبية، والدولية منها: الجمعية الدولية للمسرح، والجمعية الدولية للأدب المقارن، وغيرهما.

## معلومات أخرى
- من الكتاب المتعاقدة معهم جريدة "الأهرام " المصرية، "مقال نصف شهري" 2006- 2011"& "2014- 2016".
- رئيس تحرير دورية ضاد الصادرة عن النقابة العامة لاتحاد كتاب مصر.
- عضو مجلس تحرير مجلة «اللغة والأدب»، مجلة أكاديمية (محكمة) صادرة عن قسم اللغة العربية وآدابها- جامعة الجزائر.
- رئيس تحرير دورية «مقارنات» المجلة العلمية المحكمة الصادرة عن الجمعية المصرية للأدب المقارن.
- شارك في عشرات المؤتمرات الدولية النقدية والشعرية والفكرية في معظم الدول العربية، وعدد كبير من الدول الأفريقية والآسيوية والأوروبية.